# (8508) 1991 CU1
A (8508) 1991 CU1 a Naprendszer kisbolygóövében található aszteroida. Ueda Szeidzsi és Kaneda Hirosi fedezte fel 1991. február 14-én.